# Ellsworth (Wisconsin)
Ellsworth es una villa ubicada en el condado de Pierce en el estado estadounidense de Wisconsin. En el Censo de 2010 tenía una población de 3.284 habitantes y una densidad poblacional de 337,94 personas por km².

## Geografía
Ellsworth se encuentra ubicada en las coordenadas 44°44′10″N 92°28′49″O / 44.73611, -92.48028. Según la Oficina del Censo de los Estados Unidos, Ellsworth tiene una superficie total de 9.72 km², de la cual 9.71 km² corresponden a tierra firme y (0.03%) 0 km² es agua.

## Demografía
Según el censo de 2010, había 3.284 personas residiendo en Ellsworth. La densidad de población era de 337,94 hab./km². De los 3.284 habitantes, Ellsworth estaba compuesto por el 96.62% blancos, el 0.33% eran afroamericanos, el 0.27% eran amerindios, el 0.4% eran asiáticos, el 0% eran isleños del Pacífico, el 0.79% eran de otras razas y el 1.58% pertenecían a dos o más razas. Del total de la población el 1.46% eran hispanos o latinos de cualquier raza.